# Nissan Bassara
Der Bassara ist ein Modell der japanischen Automobilmarke Nissan. Dieser wurde auf der U30-Plattform aufgebaut und wurde im Sommer 1999 etabliert, um den Mittelklassen-Vans der Marke Toyota Parole zu bieten und sich einen Kundenkreis in diesem Segment zu erobern. Vertrieben wurde der Bassara in Japan, Hongkong und Indonesien.
Dementsprechend wurde das Modell in vielerlei Versionen angeboten: J, J Splend, Highway Star, V, V touring, X, X Leather Package, X Luxury Package, X touring, Main.
Diese unterscheiden sich jeweils in der Struktur des Interieurs und sind jeweils für unterschiedlichen Nutzen ausgelegt. Wobei der Bassara in Hongkong nur mit einfarbigen Armaturenbrett ausgeliefert wurde, so boten die japanischen Modelle Holzdekor und ein Zweifarben-Armaturenbrett sowie Dekor und Zweifarbendesign auch im restlichen Fahrzeug. Die Sportversionen waren die touring-Modelle. Das Top-Modell des Bassara war der Highway Star. Die Preise lagen zwischen 円2,079,000 und 円2,798,000. Im Dezember 2003 wurde der Bassara eingestellt und durch den Presage ersetzt.